# 勞登維爾 (紐約州)
勞登維爾（英語：Loudonville）是位於美國紐約州奧爾巴尼縣的普查規定居民點。

## 人口
根據2020年美國人口普查的數據，勞登維爾的面積為13.00平方千米，當中陸地面積為12.80平方千米，而水域面積為0.00平方千米。當地共有人口10296人，而人口密度為每平方千米792人。